# سرجس خيطي الأوراق
سرجاس خيطي الأوراق (الاسم العلمي: Sargassum filifolium) هو نوع من الطلائعيات يتبع جنس السرجاس من فصيلة السرجاسية.